# Бари Айслър
Бари Айслър (на английски: Barry Eisler) е американски писател на трилъри.

## Биография и творчество
Бари Айслър е роден на 1 януари 1964 г. в Ню Джърси. Завършва право в Корнелския университет през 1989 г. Преди да се отдаде изцяло на писането работи на четири различни места. В периода 1989 – 1992 г. работи за ЦРУ, където се занимава предимно с Япония. Напуска ЦРУ, за да работи по специалността си в международна компания. След това е адвокат в „Хамада Мацумото“ в Токио, и в Matsushita Electric Industrial (бащината компания на Панасоник) в Осака, Япония. По-късно заема отговорна длъжност в новооткрита компания от Силициевата долина.
Бари Айслър има черен колан по джудо от Kodokan International Judo Center в Токио. Освен това тренира и други бойни изкуства и спортове като карате, бразилско джиу-джитсу, бокс и борба.
Живее в Менло Парк в залива на Сан Франциско и продължава да пътува често до Япония.

## Творчество
Известен е с две поредици романи: за Джон Рейн – наемен убиец, чиято специалност е да прикрива убийствата да приличат на естествена смърт; и за тайния агент Бен Тревън.
Поредицата за Джон Рейн е преведена на почти 20 езика. През 2009 г. Сони Пикчърс Япония пуска филмова версия на „Рейн-сан: Специални убийства“ с участието на Шийна Кипей в ролята на Джон Рейн и Гари Олдман в ролята на агента от ЦРУ Уилям Холцър.
За „Рейн-сан: Справедливото клане“ Айслър получава наградите Бари (Barry Award) и Гъмшоу (Gumshoe Award) за най-добър трилър на годината.

### Самостоятелни романи
- Парола за достъп (The God's Eye View, 2016)

### Серия „Рейн-сан“ (John Rain)
1. Рейн-сан: Специални убийства (Rain Fall, 2002)
2. Рейн-сан: Живеещият в сенките (Hard Rain, 2003)
3. Рейн-сан: Справедливото клане (Rain Storm, 2004)
4. Рейн-сан: Смъртоносен без оръжие (Killing Rain, 2005)
5. Рейн-сан: Последният убиец (The Last Assassin, 2006)
6. Рейн-сан: Реквием за един убиец (Requiem For an Assassin, 2007)
7. Рейн-сан: Заложник на съдбата (The Detachment, 2011) (с участието на героя Бен Тревън)
8. Рейн-сан: Гробище за спомени (Graveyard of memories, 2014)
9. Рейн-сан: Сеч (Zero Sum, 2017)
10. Рейн-сан: Клубът на убийците (The Killer Collective, 2019) (с участието на героя Ливия Лоун)

### Серия „Бен Тревън“ (Ben Treven)
1. Fault Line (2009)
2. Inside Out (2010)
3. Рейн-сан: Заложник на съдбата (The Detachment, 2011) (с участието на героя Джон Рейн)

### Серия „Ливия Лоун“ (Livia Lone)
1. Livia Lone (2016)
2. The Night Trade (2018) (с участието на героя Докс)
3. The Killer Collective (2019) (с участието на героя Джон Рейн)
4. All the Devils (2019)

### Разкази
- (The Lost Coast, 2011)
- (Paris is a Bitch, 2011)
- (The Khmer Kill, 2012)
- (London Twist, 2013)